# Tatort: Verdeckte Ermittlung
Verdeckte Ermittlung ist die 155. Folge der Fernsehreihe Tatort. Die vom Süddeutschen Rundfunk produzierte Folge wurde erstmals am 26. Februar 1984 im Ersten Programm der ARD ausgestrahlt. Für Kriminalhauptkommissar Eugen Lutz (Werner Schumacher) ist es der 14. Fall. Es geht um die Entführung eines jungen Mädchens und die Erpressung ihrer Familie. Der Film ist eine der wenigen Tatort-Folgen, in dem kein Mensch ums Leben kommt.

## Handlung
Die 16-jährige Silke Wilbrandt wurde entführt, die Eltern Günter und Ursula erhalten einen Erpresserbrief, mit dem der Unbekannte DM 300.000 von der Familie fordert. Die Familie beschließt, die Polizei wie gefordert aus dem Spiel zu lassen. Auf den Vorschlag von Silkes Halbbruder Rolf hin beschließen sie zudem, Frau Wilbrandts Tante Charlotte Böble um das Geld zu bitten. Frau Böble sagt den Eheleuten sofort ihre Hilfe zu. Als sie am nächsten Tag zur Bank geht, um das Geld abzuheben, fragt sie der Bankdirektor allerdings über die Abhebung aus und kann sie überreden, die Polizei einzuschalten, um den Erpresser dingfest zu machen. Kriminalhauptkommissar Lutz wird mit dem Fall betraut und sucht gemeinsam mit Frau Böble die Wilbrandts auf. Günter Wilbrandt ist aufgebracht über die Einschaltung der Polizei, kann sich aber von Lutz zur Zusammenarbeit überreden lassen. Assistent Nordenstedt, der den auf einem Lehrgang befindlichen Wagner vertritt, lässt eine Fangschaltung zum Telefonanschluss der Wilbrandts legen, während Lutz darüber grübelt, warum ausgerechnet die Wilbrandts erpresst werden, da doch Günter Wilbrandt mit seiner Versicherungsagentur Schulden hat. Gemeinsam mit den Eheleuten wartet Lutz auf ein Zeichen der Entführer, denen die Wilbrandts per Zeitungsinserat ihre Zahlungsbereitschaft signalisiert haben.
Die Täter rufen schließlich an und spielen in einer Telefonzelle wortlos ein Tonband mit der Stimme Silkes ab, die ankündigt, dass die Entführer sich in zwei Tagen wieder melden würden, ihre Eltern sollten das Geld bereithalten. Lutz erfährt unterdessen von Charlotte Böble, dass sie Günter nicht mag, weil dieser kaum Geld verdiene und von dem wenigen Geld nur seinen Sohn Rolf aus erster Ehe unterstütze. Von Silkes Freundin Bärbel erfährt Lutz später, dass Silke mit ihrem Halbbruder heimlich durch Diskotheken gezogen sei, um etwas zu erleben. Sie ist sich sicher, dass Silke von zu Hause weggelaufen ist. Lutz sucht Rolf auf, der behauptet, zum Zeitpunkt der Entführung seiner Halbschwester bei der Arbeit gewesen zu sein.
Kurz darauf erhalten die Wilbrandts einen Brief, in dem Ort und Zeitpunkt für die Geldübergabe am selben Abend angewiesen werden. Obwohl Wilbrandt eine Beschattung seiner Person während der Geldübergabe strikt ablehnt, lässt Lutz ihn heimlich von seinen Assistenten Nordenstedt und Hartmann am Ort der Geldübergabe beobachten. Die Geldübergabe scheitert jedoch, weil ein Wachmann die Beamten zur Rede stellt und dadurch auffliegen lässt.
Am nächsten Tag sucht Lutz Rolf Wilbrandt auf. Dieser wird gerade von einem seiner Gläubiger bedroht. Wilbrandt gibt an, zum Zeitpunkt der gescheiterten Geldübergabe mit seinen Angestellten Karten gespielt zu haben.
Für die zweite Geldübergabe präparieren Lutz und seine Kollegen den Geldkoffer mit einem versteckten Peilsender anstatt Polizeibeamten vor Ort zu haben, da Wilbrandt den Übergabeort diesmal nicht mehr verraten möchte. Während die angeblich entführte Silke sich in einer Diskothek vergnügt und dort Klaus und Bernd kennen lernt, verfolgen Lutz und Nordenstedt in der Einsatzzentrale mittels des Peilsenders die Route von Wilbrandt zum Übergabeort. Sein Sohn Rolf fährt unterdessen nach Hause und scheidet somit offenbar als Verdächtiger aus. Klaus und Bernd sind unterdessen Silke, von der sie angetan sind, heimlich zum Wochenendhaus gefolgt, in dem sie sich versteckt hält. Sie beobachten, wie kurz darauf ihr Vater Günter mit dem Lösegeld, das er umgepackt hat, bei Silke auftaucht. Die fingierte Entführung war Silkes Idee, um ihre Tante um Geld zu betrügen und die Geldsorgen ihres Vaters zu beseitigen. Günter und Silke besprechen noch einmal, was Silke nach ihrer angeblichen Freilassung am nächsten Tag bei der Polizei aussagen soll. Klaus und Bernd beobachten von draußen, wie die beiden das Geld verstecken. Günter Wilbrandt fährt kurz darauf zum angeblichen Übergabeort und betäubt sich selbst mit Chloroform. Während Wilbrandt wie von ihm geplant von Nordenstedt bewusstlos aufgefunden wird, überfallen Klaus und Bernd Silke im Wochenendhaus, um ihr das Geld zu rauben.
Gegenüber Lutz gibt Wilbrandt sich ahnungslos. Er sagt aus, von einem maskierten Mann betäubt worden zu sein, er könne sich an nichts weiter erinnern. In diesem Moment erhält Wilbrandt einen Anruf von Klaus und Bernd, die ihm mitteilen, nunmehr Silke in ihrer Gewalt zu haben. Sie fordern nun ihrerseits einen Teil des Lösegelds für sich. Sie bemühen sich ohne Erfolg, den Stahlschrank zu öffnen. Lutz, der das Telefonat mithört, nimmt Wilbrandt fest und fährt mit ihm zum Wochenendhaus. Als die Polizei anrückt, wollen Klaus und Bernd fliehen, werden allerdings festgenommen. Während Wilbrandt in U-Haft gebracht wird, fährt Lutz Silke zu ihrer Mutter. Silke beteuert, alles sei ihre Idee gewesen und ihr Vater werde das Geld an die Tante zurückzahlen.

## Einschaltquote und Hintergrund
Bei der Erstausstrahlung konnte diese Folge 19,69 Mio. Zuschauer binden, was einem Marktanteil von 50 % entsprach. Die Folge wurde in Stuttgart und Umgebung gedreht.

## Kritik
Die Kritiker der Fernsehzeitschrift TV Spielfilm beurteilen diesen Tatort nur mittelmäßig und kommentieren: „Routiniertes Kriminalspiel“.